# Воронежско-Касторненская операция (1919)
Воронежско-Касторненская операция — наступательная операция левого крыла Южного фронта РККА против ударной группировки ВСЮР, проводившаяся в октябре—ноябре 1919 года во время гражданской войны в России.

## Задачи операции
Во второй половине сентября — первой половине октября войска Южного фронта РККА вели оборонительные бои, сдерживая наступавшие на Москву белогвардейские войска ВСЮР Деникина, которые 20 сентября заняли Курск, 6 октября — Воронеж и 13 октября — Орёл.
По замыслу командования РККА операция проводилась с целю:
- нанести удар во фланг ударной группировки ВСЮР генерала А. И. Деникина,
- уничтожить основные конные соединения Донской и части Добровольческой армий;
- захватить город Воронеж;
- добиться благоприятных условий для расчленения деникинского фронта и последующего наступления в тыл белым войскам, действовавшим в направлении городов Орла и Курска.

Главный удар должен был наноситься 1-м конным корпусом Буденного (переброшенным в первой половине октября 1919 года на Южный фронт) в направлении Воронеж-Касторное с целью разгромить 4-й Донской и 3-й Кубанский корпуса белых и создать благоприятные условия для выхода 8-й армии к Дону. Силы корпуса — 7600 сабель, 147 пулеметов, 21 орудие.

## Силы сторон

### Красные
Ударная группировка Рабоче-Крестьянской Красной Армии:
- 42-я стрелковая дивизия 13-й армии (начальник — Паука, Иван Христианович)
- 12-я кавалерийская бригада
- 13-я кавалерийская бригада 13-й армии
- 56-я кавалерийская бригада
- 4-я конная дивизия конного корпуса Буденного
- 6-я конная дивизия конного корпуса Буденного
- конная группа Филиппова
- 12-я стрелковая дивизия 8-й армии (начальник — Рева, Андрей Григорьевич)

Итого по Красной Армии: 12 000 штыков, 8400 сабель, 94 орудия, 351 пулемет.

### Белые

#### Добровольческая армия
- 3-й Кубанский корпус Шкуро
- 4-й Донской корпус Мамантова

#### Донская армия
- 3-й Донской корпус

Итого по Белой армии: 5300 штыков, 10 200 сабель, 60 орудий, 337 пулеметов, 6 бронемашин, 3 танка.

## Ход операции
13 октября части конного корпуса Буденного вступили в бой с конным корпусом Мамантова в районе села Московское. До 19 октября происходили встречные бои, в ходе которых населенные пункты раз за разом переходили из рук в руки. 19 октября конные корпуса Шкуро и Мамантова, благодаря подкреплениям достигшие 9500 сабель, 2000 пехоты, 5 бронепоездов, 42 орудия, 235 пулеметов, нанесли удар на стыке 4-й и 6-й кавалерийских дивизий в направлении села Хреновое. Конный корпус Буденного, перейдя частично к обороне, силами 4-й и 6-й кавалерийских дивизий нанес удар с юга и севера, отбросив белых на восточные окраины Воронежа. 23 октября конный корпус во взаимодействии с 12-й и 15-й стрелковыми дивизиями 8-й армии начал наступление на Воронеж и после ожесточенных боев 24 октября захватил город. 26 октября 33-я стрелковая дивизия 8-й армии заняла станцию Лиски, тем самым отбросив 3-й Донской корпус за Дон. 29 октября 42-я стрелковая дивизия 13-й армии овладела ст. Долгоруково. 31 октября корпус Буденного был усилен резервной 11-й кав. дивизией — 6300 сабель, 600 штыков, 222 пулемета. 2 ноября корпус Мамантова нанес контрудар в район Клевна-Шумейка, но понеся большие потери отступил. 3 ноября 42-я стрелковая дивизия РККА заняла Ливны и стала продвигаться к Касторному. 5 ноября конный корпус С. М. Будённого, войска 8-й и 13-й армий вышли к станции Касторная. Войска Белой армии снова заняли Лиски, Таловую, Новохопёрск и Бобров. Возникла угроза того, что белые вновь займут Воронеж. С 5 по 15 ноября 42-я стрелковая и 11-я кавалерийская дивизии с севера, 12-я стрелковая и 6-я кавалерийская — с юга, 4-я кавалерийская дивизия с востока, воспользовавшись сильной метелью, нанесли внезапный удар и завладели Касторным. К исходу 16 ноября, понеся потери, белые отступили.

## Последствия
В ходе операции войска РККА с боями продвинулись до 250 километров, разгромили основные силы конницы белых и, угрожая флангу и тылу Добровольческой армии, способствовали поражению белых в Орловско-Кромском сражении.
Воронежско-Касторненская операция — это первый пример в ходе Гражданской войны массированного использования крупных кавалерийских соединений.